# ディアスワタナベ
ディアスワタナベは、岡山県倉敷市にあるジュエリーなどの販売業者。
2006年設立。ジュエリーや時計などの販売・買取を行う。

## 沿革
- 2006年3月9日創業
- 2006年8月10日設立
- 2017年ホームページ開設

## 概説
元宝石業界にいた代表が2006年に設立。

## イメージキャラクター
- 神谷文乃（2017年10月 - ）

## テレビCM
- OHK岡山放送で放送されていたが、2018年10月から2019年9月まで山陽放送で放送、2019年10月から瀬戸内海放送で放映している。